# Józef Różak
Józef Różak (* 5. Februar 1945 in Kościelisko) ist ein früherer polnischer Biathlet, der Ende der 1960er Jahre und zu Beginn der 1970er Jahre erfolgreich international Rennen bestritt.
Józef Różak war für WKS Legia Zakopane aktiv, wurde von Stanisława Zięby trainiert und lebt in Zakopane. Erste internationale Meisterschaft des ausgebildeten Landwirts wurden die Olympischen Winterspiele 1968 in Grenoble, wo er an der Seite von Andrzej Fiedor, Stanisław Łukaszczyk und Stanisław Szczepaniak als Startläufer der Staffel als Viertplatzierter nur um einen Rang eine olympische Medaille verpasste. Im Jahr darauf wurde er im heimischen Zakopane bei den Biathlon-Weltmeisterschaften im Einzel 24. 1971 konnte er in Hämeenlinna als Startläufer an der Seite von Andrzej Rapacz, Aleksander Klima und Józef Stopka im Staffelrennen hinter der Sowjetunion und Norwegen die Bronzemedaille gewinnen. Im Einzel wurde er 26. Letztes Großereignis wurden die zweiten Olympischen Winterspiele 1972 in Sapporo, wo er an der Seite von Józef Stopka, Andrzej Rapacz und Aleksander Klima wiederum als Startläufer der Staffel auf den siebten Rang kam.
National gewann Różak 1969 und 1970 den Titel mit der Staffel. Im Skilanglauf wurde er 1969 und 1971 Staffelmeister und 1965 Vizemeister.